# Piper torricellense
Piper torricellense är en pepparväxtart som beskrevs av Carl Karl Adolf Georg Lauterbach. Piper torricellense ingår i släktet Piper och familjen pepparväxter. Inga underarter finns listade i Catalogue of Life.